# Jiang
Jiang è un cognome cinese.

## Origine e diffusione
È la latinizzazione in pinyin di diversi hanzi, ognuno dei quali corrispondente a un cognome, fra i quali:
- 江S, JiāngP, che significa "fiume"[5]
- 姜S, JiāngP, che significa "zenzero"[5]
- 蒋T, 蒋S, JiǎngP, un cognome senza nessun significato specifico in lingua cinese[5]

## Persone
- Jiang Bo, (姜波S), atleta cinese
- Jiang Chengji, (蒋丞稷S), nuotatore cinese
- Jiāng Fēng, (姜峰S), calciatore cinese
- Jiang Jieshi, (蒋介石S), militare e politico cinese
- Jiang Jin, (江津S), calciatore cinese
- Jiāng Kuí, (姜夔S), poeta, compositore e calligrafo cinese
- Jiang Qing, (江青S), attrice e politica cinese
- Jiang Yanyong, (蒋彦永S), medico cinese
- Jiang Yuyuan, (江钰源S), ginnasta cinese
- Jiang Zemin, (蒋彦永S), politico cinese